# Chevrolet Corvette C7.R

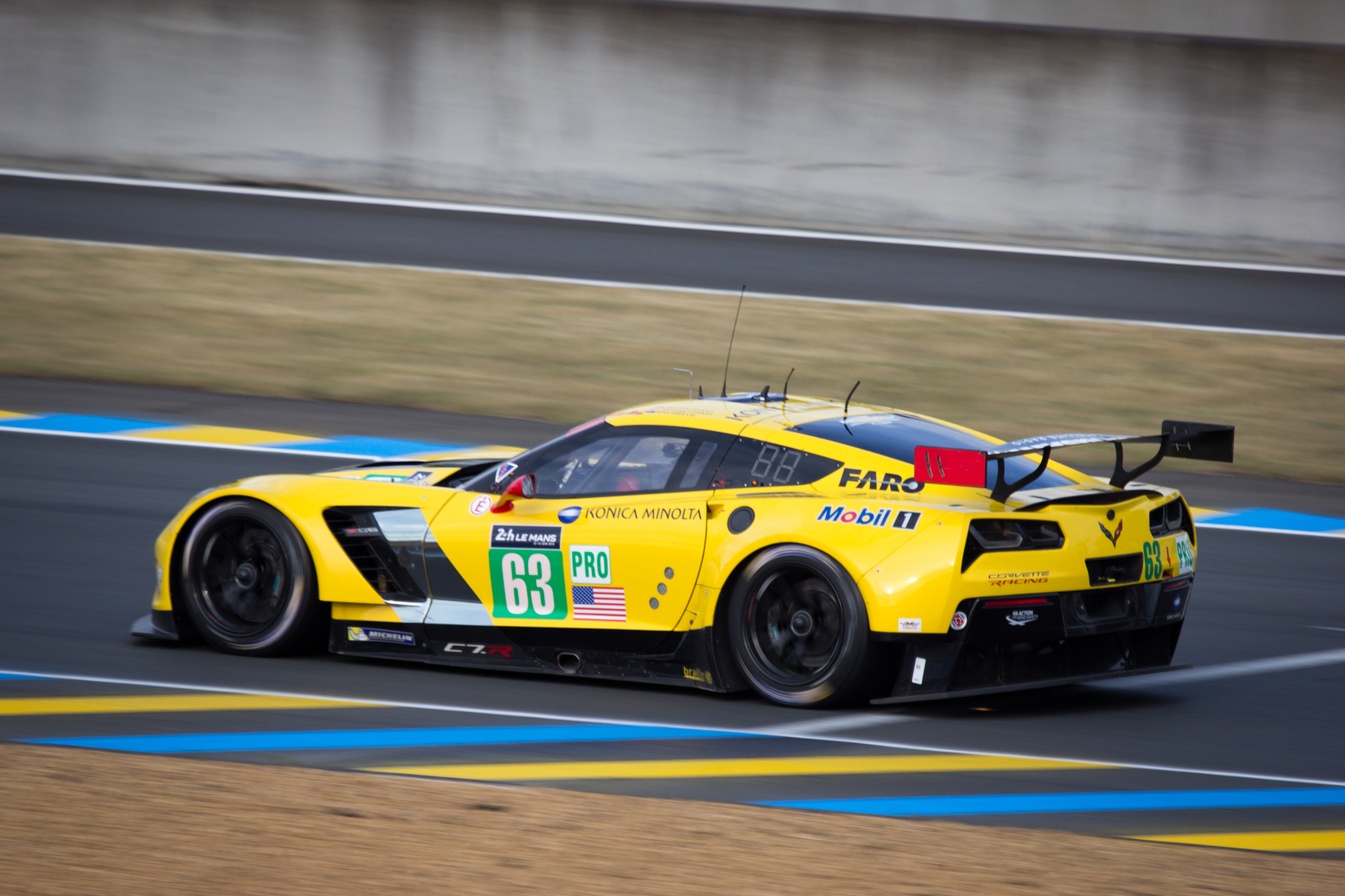
Chevrolet Corvette C7.R

La Chevrolet Corvette C7.R è una vettura da competizione costruita partire dal 2014 al 2020 dalla Pratt & Miller e Chevrolet per essere impiegata nelle gare di endurance. 
2019. 
Creata come erede della Corvette C6.R, la vettura è basata sulla Chevrolet Corvette C7. La vettura ha esordito alla 24 ore di Daytona 2014.
La Corvette C7.R durante la sua carriera ha corso nel campionato WeatherTech SportsCar nella classe GT Le Mans (GTLM), vincendo il campionato piloti con Magnussen e Garcia nel 2014 e nel campionato del mondo endurance, vincendo la 24 Ore di Le Mans 2015 nella categoria GTLM. Nel 2016 ha vinto nuovamente il campionato WeatherTech Sportscar nella classe GTLM, aggiudicandosi il titolo piloti, team e costruttori. Nel 2017 si è laureata per la seconda volta campione nel costruttori.